# Allometri
Allometri (från grekiskans a’llos ("olik"/"annan") och me’tron ("mått")), betraktas som en av biologins få naturlagar, och handlar om hur olika egenskaper hos organismer skalenligt förhåller sig till varandra, framförallt i förhållande till organismers kroppsstorlek. Viktiga personer i den allometriska forskningens historia var bland annat Julian Huxley och Georges Teissier, som tillsammans myntade namnet allometri.

## Exempel
Allometrisk skalning används inom många olika områden. Ett par exempel är:
- Ontogenetisk allometri (kallas också allometrisk växt) handlar om organismers olika kroppsdelars växttakt i förhållande till varandra. Många ryggradsdjur, bland dem människan, har till exempel väldigt olika kroppsproportioner i juvenil respektive vuxen ålder. Det beror på att olika kroppsdelar växer med olika hastighet. En människobäbis har mycket stort huvud och korta armar/ben. Under uppväxten växer huvudet långsammare än benen och leder till att den vuxna människans huvud är förhållandevis mindre i förhållande till benens längd än hos bäbisen.[6] Motsatsen är isometrisk växt, där olika kroppsdelar växer med samma hastighet.

- Hos däggdjur verkar många anatomiska egenskaper hänga samman med kroppsstorleken; ju större ett däggdjur är, desto kompaktare är skelettet, desto långsammare slår hjärtat och desto högre är livslängden.[2]